# 長谷川裕一
長谷川 裕一（はせがわ ゆういち、1961年（昭和36年）4月25日 - ）は、日本の漫画家・同人作家・特撮評論家。
千葉県佐原市（現・香取市）出身。男性。少数ながら、長谷川 裕二（はせがわ ゆうじ）名義での活動も存在する（作品リストを参照）。なお、アニメ脚本家・ライトノベル作家・スーツアクターの長谷川勝己は実弟。
主な作品に『マップス』『轟世剣ダイ・ソード』『機動戦士クロスボーン・ガンダム』『飛べ!イサミ』『超獣機神ダンクーガBURN』『クロノアイズ』などの漫画作品や、東映特撮作品のSF考証本『すごい科学で守ります!』がある。

## 略歴
千葉県立千葉東高等学校在学中に自主制作アニメ『スタージャッジ』を制作。高校卒業後に松田一輝に師事した後、秋田書店の『月刊少年チャンピオン』1983年11月号掲載の『魔夏の戦士』で商業誌にデビュー。同誌などで数本の読み切り作品を発表した後、1985年（昭和60年）に学習研究社が『アニメディア』増刊として刊行した『SFアニメディア』（後の『月刊コミックNORA』）創刊号で『マップス』を発表。作者は読み切りのつもりで描いたのだが、送られてきた創刊号に次号へ続く旨が書かれており、なし崩し的に連載することとなる。同作の連載で知られるようになり、以来、現在に至るまで主に月刊少年漫画誌（あるいはマニア誌やメディアミックス漫画誌などと分類されることもある）で活動している。
デビューに前後して、人づてでテレビアニメ作品『超時空騎団サザンクロス』のデザイン（主に主人公達が着る甲冑、アーミング・ダブレットの足跡）を手伝っていたことや、タイムボカンシリーズの復活企画用の主人公メカのデザインを手がけたことがある。同じ頃、小学館の依頼で『ドラえもん』の道具の内部図解をアルバイトで担当し、今ではそれがそのまま公式設定とされている。一番苦労したのはタイムふろしきの内部図解であったと後に述懐している。また、横山光輝が『元禄御畳奉行の日記』を漫画化した際にそのバックを手伝ったこともある。ちなみに長谷川が横山に会ったのはその時の一度だけで、後に手がけることになる『鉄人28号 皇帝の紋章』の連載中に横山が死去したため、再度会うことは叶わなかった。
なお2007年（平成19年）10月発売の『コミックボンボン』11月号に掲載された『MSV戦記 ジョニー・ライデン』以降、漫画雑誌ではなくウェブコミック誌にのみ作品が発表される状態が続いていたが、2010年（平成22年）5月発売の『月刊コミックラッシュ』7月号より『ゴッドバード』を連載開始し約2年半ぶりに漫画雑誌に作品が掲載された。

## 受賞歴
星雲賞を2度受賞している。
- 第32回（2001年（平成13年）） ノンフィクション部門 『もっとすごい科学で守ります!』
- 第34回（2003年（平成15年）） コミック部門 『クロノアイズ』

また、受賞には至らなかったが、1995年（平成7年）（第26回）に『マップス』、1998年（平成10年）（第29回）に『機動戦士クロスボーン・ガンダム』、2004年（平成16年）（第35回）に『クロノアイズ・グランサー』がそれぞれコミック部門の参考候補作に挙げられていた。ちなみに、2000年には第10回暗黒星雲賞の企画部門とゲスト部門を受賞している。

## 作風

### 漫画作品
筆はかなり速いほうで、過去には連載2本に加えて1ヶ月に1巻というスピードで単行本1冊まるまる描き下ろすということをやってのけた時期もある（詳細は『飛べ!イサミ』を参照）。
漫画家の岡昌平からは「宮崎駿、藤子・F・不二雄に次いで日本で3番目にスケベな漫画家」と評された。また、岡田斗司夫は「日本で2番目にオタクの心が分かっている漫画家」と評した。

### 特撮評論
近年では特撮評論家としての活動も行っており、テレビ東京系列番組『TVチャンピオン』2000年（平成12年）2月10日放送分「悪役怪獣・怪人王選手権」において優勝の栄冠を勝ち取っている。その活動の関連著作としてスーパー戦隊シリーズを始めとした東映特撮作品のSF考証をテーマとした『すごい科学で守ります!』（通称「すごかが」）シリーズがある。こちらでも漫画作品におけるそれ同様、様々な作品のクロスオーバーに成功しており、前述の通り星雲賞も受賞している。1997年（平成9年）から毎年日本SF大会（長谷川裕一は常連参加者の一人である）にて同名のトーク企画も開いている。

## 作品リスト

### 漫画作品

#### 連載
- マップス（『SFアニメディア』Vol.1〈1985年2月〉 - Vol.6〈1986年4月〉 → 『月刊コミックNORA』1986年9月号 - 1994年12月号） - 結果的に初連載となる[2]。
- ビメイダー（『月刊少年チャンピオン』1985年3月号 - 7月号） - 単行本化の際に『BEMADER・P』へ改題。
- 鋼鉄の狩人（『バトルマシーン』MARK.6〈1987年1月〉 - MARK.7〈1987年3月〉）
- 侵略妖精・破甲拳（『コミックファイター』1987年9月号 - 10月号） - 単行本『鋼鉄の狩人』に収録。その際に「侵略妖精」へ改題。
- ハイスピードジェシー（『月刊コミックNORA』1989年7月号 - 12月号） - 原作：斉藤英一朗。この作品のみ長谷川裕二名義[注釈 6]。
- EXPER ZENON（『アニメV』1990年6月号 - 1991年5月号） - 原作を担当、漫画：もりやまゆうじ。未単行本化。
- ガンダムVS伝説の巨神（『サイバーコミックス』No.23〈1990年8月〉 - No.26〈1990年11月〉） - 単行本化の際に『機動戦士VS伝説巨神 逆襲のギガンティス』へ改題。単行本『機動戦士Vガンダム外伝』『機動戦士Vガンダム プロジェクト・エクソダス』にも収録。
- 童羅（『COMICクラフト』Vol.6〈1991年2月〉 - Vol.7〈1991年6月〉）
- メデューサ・ブレード（『月刊ニュータイプ』付録『コミックGENKi』1992年7月号 - 1993年1月号）
- サン・ド・ホリー西へ（『コミックマスターエクストラ』Vol.4〈1992年12月〉 - Vol.12〈1994年4月〉） - 単行本化の際に『サン・ド・ホリー西へ!』へ改題。
- ダイ・ソード（『月刊コミックコンプ』1993年3月号 - 1994年10月号）
- 機動戦士クロスボーン・ガンダム（『月刊少年エース』1994年12月号 - 1997年3月号） - 原作：富野由悠季[注釈 7]。
- 轟世剣ダイ・ソード（『月刊少年キャプテン』1995年1月号 - 1996年9月号）
- マップス超外伝（『月刊コミックNORA』1997年2月号 - 7月号） - 単行本『マップス外伝』第2巻に収録。
- 忍闘炎伝（『月刊コミックNORA』1997年9月号 - 1998年9月号）
- 超獣機神ダンクーガBURN（『エースダッシュ』Vol.1〈1997年11月〉 - Vol.7〈1998年11月〉）
- 聖忍者伝（『ヤングキングアワーズ』1999年4月号 - 10月号） - 単行本『忍闘炎伝』（復刻版）下巻に収録。
- クロノアイズ（『月刊マガジンZ』1999年8月号 - 2002年6月号） - 星雲賞受賞作。
- スーパーロボット大戦α THE STORY 竜が滅ぶ日（『月刊マガジンZ』2001年4月号 - 7月号） - 原案：バンプレスト。
- 超電磁大戦ビクトリーファイブ（『スーパーロボットマガジン』Vol.1〈2001年8月〉 - Vol.13〈2003年8月〉）
- クロノアイズ・グランサー（『月刊マガジンZ』2002年8月号 - 2003年11月号）
- 機動戦士クロスボーン・ガンダム外伝（『ガンダムエース』2003年9月号 - 11月号） - 原作：矢立肇・富野由悠季。単行本『機動戦士クロスボーン・ガンダム スカルハート』に収録。
- 鉄人28号 皇帝の紋章（『月刊マガジンZ』2004年1月号 - 2005年1月号） - 原作：横山光輝。
- マーメイド・ヘヴン（『月刊ドラゴンエイジ』2005年2月号・4月号）
- 機動戦士ゼータガンダム1/2（『Ζガンダムエース』Vol.1〈2005年7月〉 - Vol.3〈2006年4月〉） - 原作：矢立肇・富野由悠季。
- 機動戦士クロスボーン・ガンダム 鋼鉄の7人（『ガンダムエース』2006年7月号 - 2007年9月号） - 原作：矢立肇・富野由悠季。
- マップス ネクストシート（『FlexComixブラッド』2007年1月16日 - 2012年2月8日）
- MSV戦記 ジョニー・ライデン（『コミックボンボン』2007年10月号付録 - 11月号） - 原作：矢立肇・富野由悠季。単行本化の際に『機動戦士ガンダムMSV戦記 ジョニー・ライデン』へ改題。
- MEAN 遥かなる歌（『ヒーロークロスライン』2007年10月31日 - 2009年3月11日） - 原作を担当、漫画：栗原一実。
- スタジオ秘密基地劇場（『ヒーロークロスライン』2008年5月21日 - 2009年3月4日） - 長谷川裕一とスタジオ秘密基地名義[注釈 8]。
- ゴッドバード（『月刊コミックラッシュ』2010年7月号 - 2011年12月号〈第1部〉、2012年5月号 - 2014年4月号〈第2部〉） - 原案：東北新社・東映。
- まんがのCOCOはキケンなつぼみ!（『FlexComixブラッド』2010年12月22日 - 2012年3月14日） - 原作を担当[注釈 9]、漫画：徳冨数志。第3巻は単行本未発行。
- ゴッドバード ひよこ（『月刊コミックラッシュ』2012年1月号 - 5月号） - 椎名かつゆき スタジオ秘密基地、長谷川裕一×大庭園 スタジオ秘密基地名義[注釈 10]。『ゴッドバード』4巻に収録。
- 機動戦士クロスボーン・ガンダム ゴースト（『ガンダムエース』2012年1月号 - 2016年5月号） - 原作：矢立肇・富野由悠季。
- 機動戦士クロスボーン・ガンダム DUST（『ガンダムエース』2016年9月号 - 2021年2月号） - 原作：矢立肇・富野由悠季。
- FU（フウ）（Pixivコミック『ねこシブ』2018年8月6日 - 2020年7月6日）
- 機動戦士クロスボーン・ガンダム X-11（『ガンダムエース』2021年8月号 - 2022年8月号） - 原作：矢立肇・富野由悠季。
- マン・バイト 蒼空猟域（『コミックブシロードWEB』2021年7月9日 - 2023年12月8日）
- 機動戦士クロスボーン・ガンダム LOVE & PIECE（『ガンダムエース』2022年12月号 - 2024年1月号）
- 機動戦士クロスボーン・ガンダム ゼーロイバー（『ガンダムエース』2024年12月号 - 連載中）[4]

#### 読み切り
- 魔夏の戦士（『月刊少年チャンピオン』1983年11月号）[注釈 11] - デビュー作。
- ネッシー2001（『月刊少年チャンピオン』1984年1月号）[注釈 11]
- アルキメデスは生きている!!（『月刊少年チャンピオン』1984年5月号）[注釈 12]
- からまわりした時計（『月刊少年チャンピオン』1984年8月号）[注釈 12]
- 真実（ドキュメント）はまいあがる!（『月刊少年チャンピオン』1984年12月号）[注釈 12] - 短編集収録の際に「ビクトリィマンまいあがる!」へ改題。
- トゥインク（『アイム・チャンピオン』1985年創刊号）[注釈 12]
- フェアリーマスター（『月刊コミックNORA』1987年7月号） - 単行本『マップス』第4巻に収録。
- 8時限目の授業（『アニメディア』1988年7月号付録） - 単行本『マップス』第15巻に収録。
- 最終生命（『MONSTER COMIC 怪獣伝説』（1990年3月）） - 単行本『メデューサ・ブレード』に収録。
- マップス パズル2 ニュウ・エイブ七つの試練（『月刊コミックNORA』1991年9月号） - 単行本『マップス』第11巻に収録。
- わかりすぎた結末 あるいは失笑した宇宙 もしくはキャプテン・オーマイガーの華麗なる挑戦（『コミックマスター』Vol.6（1991年11月）） - 単行本『機動戦士VS伝説巨神 逆襲のギガンティス』及び『スタジオ秘密基地劇場』第1巻に収録。
- ドラゴン・ハリアー（『New COMICクラフト』No.1（1992年2月）） - 単行本『童羅』及び『堕天使伝 童羅』に収録。
- レクイエムランナー（『コミックアクションシティ』（1992年7月）） - 原案：花笠ヒロ。単行本未収録。リメイク版が『スタジオ秘密基地劇場』の第4話として単行本第1巻に収録。
- 宇宙の足音（『コミックマスター』Vol.10（1992年9月）） - 単行本未収録。
- 探偵ファントム（『月刊コミックNORA』1993年11月号）[注釈 13]
- 機動戦士Vガンダム外伝 脱出計画編（『少年キッズ』Vol.1（1994年2月）） - 単行本『機動戦士Vガンダム外伝』『機動戦士Vガンダム プロジェクト・エクソダス』に収録。
- 忍風（かぜ）の白竜（ドラゴン）（『コミックマスター』Vol.24（1994年10月）） - 単行本未収録。
- マップス パズル3 時に疾風のように（『月刊コミックNORA』1995年2月号）[注釈 13]
- マップス パズル4 五千万光年の風（『月刊コミックNORA』1996年9月号）[注釈 13]
- バカがボオルでやってくる!（『ガンダムエース』2002年11月号）[注釈 14]
- 機動戦士クロスボーン・ガンダム 番外編 星の王女様（『月刊少年エース』2003年10月号）[注釈 14]
- 機動戦士クロスボーン・ガンダム 猿の衛星（『ガンダムエース』2004年10月号）[注釈 14]
- MSV戦記 ジョニー・ライデン（『ガンダムマガジン』2006年11月） - 原作：矢立肇・富野由悠季。単行本『機動戦士ガンダムMSV戦記 ジョニー・ライデン』に第1話として収録。
- 機動戦士クロスボーン・ガンダム 神の雷計画の真実（『ガンダムエース』2024年8月号）
- 機動戦士クロスボーン・ガンダム 最初のX（『月刊少年エース』2024年12月号）[5]

### 書籍

#### 漫画単行本
各巻の詳細は該当記事を参照。
- 『マップス』、学習研究社 〈ノーラコミックス〉 1987年 - 1995年、全17巻 - 第1巻が初単行本。
  - （文庫版）メディアファクトリー 〈MF文庫〉 2002年 - 2003年、全10巻[注釈 15]
  - （愛蔵版）発行：フレックスコミックス / 発売：ソフトバンククリエイティブ 〈フレックスコミックス〉 2008年 - 2009年、全6巻[注釈 13]
- 『鋼鉄の狩人』、朝日ソノラマ 〈サンコミックス ファイターシリーズ〉 1988年6月30日第1刷発行、全1巻 - 第1話を描き下ろしで収録。
  - （新装版）大都社 1998年5月8日第1刷発行、全1巻
- 『BEMADER・P』、秋田書店 〈少年チャンピオン・コミックス エクストラ〉 1989年、全1巻
- 『ハイスピードジェシー』、学習研究社 〈ノーラコミックス〉 1990年3月6日第1刷発行、全1巻
- 『マップス SUPER WIDE 長谷川裕一の世界』、学習研究社 〈ノーラコミックスワイド〉 1991年、短編集
- 『機動戦士VS伝説巨神 逆襲のギガンティス』、学習研究社 〈ノーラコミックスデラックス〉 1992年、全1巻
- 『童羅』、ワニマガジン社 〈ワニマガジンコミックス〉 1993年10月1日第1刷発行、全1巻 ISBN 4-89829-136-8 - 同人誌にて続編が発表されている。
  - （新装版）『堕天使伝 童羅』、大都社 1999年8月10日第1刷発行、全1巻 ISBN 4-88653-438-4
- 『ダイ・ソード』、角川書店 〈コンプコミックス〉 1993年 - 1994年、全2巻 - 掲載誌の休刊により第2巻までしか発行されていない。
  - （新装版）『轟世剣ダイ・ソード』、徳間書店 〈少年キャプテンコミックススペシャル〉 1995年 - 1997年、全7巻 - 第7巻は描き下ろし。
  - （文庫版）『轟世剣ダイ・ソード』、講談社 〈講談社漫画文庫〉 2003年 - 2004年、全4巻
- 『メデューサ・ブレード』、角川書店 〈ニュータイプ100%コミックス〉 1994年4月25日第1刷発行、全1巻 ISBN 4-04-852474-7
- 『サン・ド・ホリー西へ!』、ホビージャパン 〈ホビージャパンコミックス〉 1994年10月1日第1刷発行、全1巻 ISBN 4-89425-042-X
- 『機動戦士クロスボーン・ガンダム』、角川書店 〈角川コミックス・エース〉 1995年 - 1997年、全6巻
  - （普及版）角川書店 〈角川コミックス・エース〉 2003年、全2巻
  - （新装版）発行：角川書店 / 発売：角川グループパブリッシング 〈角川コミックス・エース〉 2011年、全6巻
- 『飛べ!イサミ』、日本放送出版協会 〈テレビコミックス〉 1995年 - 1996年、全10巻 - 全巻単行本描き下ろし。志津洋幸との共著。
- 『機動戦士Vガンダム外伝』、角川書店 〈角川コミックス・エース〉 1995年11月7日第1刷発行、全1巻
  - （新装版）『機動戦士Vガンダム プロジェクト・エクソダス』、発行：角川書店 / 発売：角川グループパブリッシング 〈角川コミックス・エース〉 2012年、全1巻
- 『飛べ!イサミ メモリアル』、日本放送出版協会 〈テレビコミックス〉 1996年、全1巻 - アニメのファンブック的な内容だが、描き下ろし漫画も掲載。
- 『マップス外伝』、学習研究社 〈ノーラコミックス〉 1996年 - 1997年、全2巻
- 『飛べ!イサミ ダッシュ』、日本放送出版協会 〈テレビコミックス〉 1997年、全3巻 - 全巻単行本描き下ろし。志津洋幸との共著。
- 『忍闘炎伝』、学習研究社 〈ノーラコミックス〉 1998年、全3巻
  1. 1998年2月16日第1刷発行、ISBN 4-05-601825-1
  2. 1998年7月26日第1刷発行、ISBN 4-05-601926-6
  3. 1998年10月7日第1刷発行、ISBN 4-05-601961-4

  - （復刻版）スタジオDNA 〈DNAコミックス〉 2003年、全2巻
    1. 上巻 2003年12月15日第1刷発行、ISBN 4-7580-0126-X
    2. 下巻 2003年12月15日第1刷発行、ISBN 4-7580-0127-8
- 『超獣機神ダンクーガBURN』、角川書店 〈角川コミックス・エース〉 1998年 - 1999年、全2巻
- 『クロノアイズ』、講談社 〈マガジンZKC〉 2000年 - 2002年、全6巻
- 『スーパーロボット大戦α THE STORY 竜が滅ぶ日』、講談社 〈マガジンZKC〉 2001年、全1巻
- 『超電磁大戦ビクトリーファイブ』、双葉社 〈ACTION COMICS〉 2002年 - 2004年、全2巻
  - （新装版）ジャイブ 〈CR COMICS〉 2011年、全2巻
- 『クロノアイズ・グランサー』、講談社 〈マガジンZKC〉 2003年、全3巻
- 『鉄人28号 皇帝の紋章』、講談社 〈マガジンZKC〉 2004年 - 2005年、全3巻
- 『無人惑星サヴァイヴ』、日本放送出版協会 〈テレビコミックス〉 2004年、全2巻 - 全巻単行本描き下ろし。構成を担当、漫画：大庭園。
- 『機動戦士クロスボーン・ガンダム スカルハート』、角川書店 〈角川コミックス・エース〉 2005年、全1巻
  - （新装版）KADOKAWA 〈角川コミックス・エース〉 2021年、全1巻
- 『マーメイド・ヘヴン』、角川書店 〈角川コミックス・ドラゴンJr.〉 2005年4月1日第1刷発行、全1巻 ISBN 4-04-712397-8
  - （新装版）ジャイブ 〈CR COMICS〉 2012年2月7日第1刷発行、全1巻 ISBN 978-4-8617-6879-8
- 『機動戦士ゼータガンダム1/2』、角川書店 〈角川コミックス・エース〉 2006年、全1巻
- 『機動戦士クロスボーン・ガンダム 鋼鉄の7人』、角川書店[注釈 16]〈角川コミックス・エース〉 2006年 - 2007年、全3巻
  - （新装版）KADOKAWA 〈角川コミックス・エース〉 2021年、全3巻
- 『マップス ネクストシート』、発行：フレックスコミックス / 発売：ソフトバンククリエイティブ 〈フレックスコミックス〉 2007年 - 2012年、全15巻
- 『機動戦士ガンダムMSV戦記 ジョニー・ライデン』、講談社 〈講談社コミックス ボンボンデラックス Gレジェンドコミックス〉 2007年、全1巻
  - （新装版）KADOKAWA 〈角川コミックス・エース〉 2016年、全1巻
- 『MEAN 遥かなる歌』、講談社 〈マガジンZKC HXL ヒーロークロスラインシリーズ〉 2008年 - 2009年、全3巻
- 『スタジオ秘密基地劇場』、講談社 〈マガジンZKC HXL ヒーロークロスラインシリーズ〉 2008年 - 2009年、全2巻
- 『ゴッドバード』、ジャイブ 〈CR COMICS〉 2010年 - 2014年、全7巻
- 『まんがのCOCOはキケンなつぼみ!』、発行：フレックスコミックス / 発売：ソフトバンククリエイティブ 〈フレックスコミックス〉 2011年、既刊2巻
- 『機動戦士クロスボーン・ガンダム ゴースト』、発行：角川書店 / 発売：角川グループパブリッシング[注釈 17] 〈角川コミックス・エース〉 2012年 - 2016年、全12巻
- 『機動戦士クロスボーン・ガンダム DUST』、KADOKAWA 〈角川コミックス・エース〉 2016年 - 2021年、全13巻
- 『FU（フウ）』、KADOKAWA 〈BRIDGE COMICS〉 2020年8月7日初版発行、全1巻 ISBN 978-4-04-064847-7
- 『マン・バイト 蒼空猟域』、発行：ブシロードメディア / 発売：KADOKAWA 〈ブシロードコミックス〉 2022年[6] - 2024年、全5巻
- 『機動戦士クロスボーン・ガンダム X-11』、KADOKAWA 〈角川コミックス・エース〉 2022年、全2巻
- 『機動戦士クロスボーン・ガンダム LOVE & PIECE』、KADOKAWA 〈角川コミックス・エース〉 2023年 - 2024年、全2巻
- 『機動戦士クロスボーン・ガンダム ゼーロイバー』、KADOKAWA〈角川コミックス・エース〉2025年 - 、既刊1巻（2025年6月26日現在）

#### 設定集
- 『機動戦士クロスボーン・ガンダム メカニック設定集』、KADOKAWA 〈角川コミックス・エース〉 2021年、単巻 - 原作：矢立肇・富野由悠季、デザイン協力：カトキハジメ、デザイン協力：宮崎真一、ガンダムエース編集部・編

#### 「すごい科学で守ります!」シリーズ
いずれも日本放送出版協会刊。詳細は『すごい科学で守ります!』の項を参照。
- 『すごい科学で守ります!』1998年3月1日第1刷発行 ISBN 4-14-080364-9
- 『もっとすごい科学で守ります!』2000年8月5日第1刷発行 ISBN 4-14-080503-X - 星雲賞受賞作。
- 『さらにすごい科学で守ります!』2005年11月30日第1刷発行 ISBN 4-14-080801-2

#### 共著
単行本未収録の漫画作品が掲載された版権付きアンソロジーコミックのみ記載。
- 『スーパーロボットコミック 聖戦士ダンバイン編』、双葉社 〈ACTION COMICS〉 2000年11月12日第1刷発行、全1巻 ISBN 4-575-93712-6
- 『SDガンダム GジェネレーションF 4コマKINGS』、スタジオDNA 〈DNAメディアコミックス〉 2000年11月15日第1刷発行、全1巻 ISBN 4-921066-58-2
- 『スーパーロボット大戦D コミックギルド』、角川書店 〈角川コミックス〉 2003年12月25日第1刷発行、全1巻 ISBN 4-04-853712-1
- 『マップス・シェアードワールド 翼を追う者たち』、発行：フレックスコミックス・発売：ソフトバンククリエイティブ 〈フレックスコミックス〉 2009年、全1巻

#### 小説挿絵
- 荒巻義雄『猿飛佐助』シリーズ、角川書店 〈カドカワノベルズ → カドカワファンタジー〉 1989年 - 1992年、全9巻
  - 誕生編 〈カドカワノベルズ〉 1989年10月25日第1刷発行、全1巻 ISBN 4-04-776404-3
  - 疾風編 〈カドカワノベルズ〉 1990年、全3巻
    1. 1990年1月25日第1刷発行、ISBN 978-4-04-776405-7
    2. 1990年5月25日第1刷発行、ISBN 978-4-04-776406-4
    3. 1990年7月25日第1刷発行、ISBN 978-4-04-776407-1

  - 遊行編 〈カドカワノベルズ〉 1990年 - 1991年、全3巻
    1. 1990年10月25日第1刷発行、ISBN 978-4-04-776408-8
    2. 1991年1月25日第1刷発行、ISBN 978-4-04-776409-5
    3. 1991年4月25日第1刷発行、ISBN 978-4-04-776410-1

  - 決戦編 〈カドカワファンタジー〉 1991年 - 1992年、全2巻
    1. 1991年10月25日第1刷発行、ISBN 4-04-776411-6
    2. 1992年2月25日第1刷発行、ISBN 4-04-776412-4
- 斉藤英一郎『一億光年の魔界』、集英社 〈スーパーファンタジー文庫〉 1991年 - 1993年、全2巻
  1. 地底編 1991年12月第1刷発行、ISBN 4-08-613037-8
  2. UFO編 1992年6月第1刷発行、ISBN 978-4-08-613066-0
- 南田操『超銀河的美少女幽霊（ミルキー・ゴースト）』[注釈 18]、富士見書房 〈富士見ファンタジア文庫〉 1993年9月25日第1刷発行、全1巻 ISBN 4-8291-2515-2
- アンソロジー『マップス・シェアードワールド』、発行：フレックスコミックス/発売：ソフトバンククリエイティブ 〈GA文庫〉 2008年 - 2009年、既刊2巻

### その他

#### アニメ関係
- EXPER ZENON（エクスパーゼノン） - 日本ビクターから1991年9月27日に発売されたOVA。もりやまゆうじと共同で原作を担当。またこれに先駆けて漫画版（原作・ネーム：長谷川裕一、漫画：もりやまゆうじ）が『アニメV』に連載されたが、単行本化はされていない。
- 風は翼に乗る 翼は風に乗る - 『マップス KSS版OVA』（1994年）の主題歌。長谷川裕二名義で作詞を担当。
- 『ドラマCD 飛べ!イサミ FOREVER 最後の夏休み』 - 1997年7月1日発売。「まんが天狗」役で声優として出演している。

#### ゲームソフト関係
- グランディアII - ゲームアーツのDC・PS2用RPG。重馬敬と共同でシナリオ原案を担当したが、実際の作品ではかなり改変されたとのこと。
- ガラクタ名作劇場 ラクガキ王国 - タイトーのPS2用RPG。プレイヤーが描いたラクガキで対戦するゲームで、開発スタッフの知人であった長谷川裕一がこの作品の最初のテストプレイヤーであった。また、本作およびシリーズ作品『天才ビットくん グラモンバトル』の本編中で対戦するラクガキも作成している。
  - 公式サイト内のデモ 関連記事（Impress Watch）（ファミ通.com）（電撃オンライン）
- スーパーロボット大戦シリーズ（『α外伝』『第2次α』他数作） - 1990年に発表された『機動戦士VS伝説巨神 逆襲のギガンティス』は「ガンダム対イデオン」という一見するとイロモノ的な（担当編集者も企画を聞いた当初はギャグものだと思っていた）内容を大真面目に描いた、当時としては画期的な作品であり、後のスーパーロボット大戦シリーズを予見するような作品である。事実、同シリーズのチーフプロデューサーである寺田貴信はこの作品を見て企画に確信を持ったという[7]。長谷川裕一自身も同シリーズのファンであり、関連のアンソロジーコミックでも幾つかの作品を発表している。バンプレストの依頼で執筆した、『スーパーロボット大戦α』の前日談として設定だけが存在した恐竜帝国（ゲッターロボの敵役）との戦いを描いた『スーパーロボット大戦α THE STORY 竜が滅ぶ日』のストーリーは、その後制作された『スーパーロボット大戦α外伝』に公式設定として取り入れられている（DC版の『α』にはこれに関連したPS版からの変更が若干存在する[8]）。
  - ちなみに、自作品のクロスオーバーのみでスーパーロボット大戦風のストーリーを構築するという手法を用いた『長谷川裕一ひとりスーパーロボット大戦 大外伝』を同人誌で発表している。

#### イラスト・コラム等
イラスト
- ヤッターマン DVD-BOX - ジャケットイラストを1枚担当（BOX1のVol.4）。
- ガンダムウォー - イラスト描き下ろし。
- 『コミックキラリティー』創刊号 - イラスト描き下ろし。

など多数。この他、時期・タイトル共に不明だが、学習研究社の『学習』に掲載されていた水沢蝶児の小説の挿絵を担当したこともある。

コラム等
- 「マップス アニメ制作日誌」 - 『月刊コミックNORA』1994年4月号から8月号にかけて連載された1ページ連載漫画。
- 『SFオンライン』40号 - 「未来戦隊タイムレンジャー」のレビュー。
- 「総統のブランチ」 - 特撮専門誌『宇宙船』（朝日ソノラマ）に連載されたイラストコラム。
- 「長谷川裕一のSEEDを一刀両断」 - 『機動戦士ガンダムSEEDオフィシャルファイル メカ編』（講談社）シリーズに連載されたイラストコラム。続編に「長谷川裕一のSEED DESTINYを一刀両断」がある。
- 『こんなにヘンだぞ!『空想科学読本』』 - 山本弘による『空想科学読本』の批判書。本文イラスト監修で参加。山本の著書には長谷川裕一作品がよく取り挙げられている。
- 『HAND MAID メイ プロジェクト・ファイル』 - 描き下ろしコラム。

など。

#### 同人関連
- 同人活動自体は松田一輝の元に行く前（この頃ともなると漫画同人の黎明期である）から行っている。自主制作アニメ『スタージャッジ』もその1つである。
- 1980年代末頃には「スタジオSAGA」というサークルに参加していた。『鋼鉄の狩人』は同サークルによるシェアード・ワールドを元にした作品である[10][11]。
- 2000年以降、不定期ではあるが「スタジオ秘密基地」というサークル名でコミックマーケットに参加している。主な作品に『長谷川裕一ひとりスーパーロボット大戦 大外伝』『ドウラ 魔界編』など。

#### その他デザイン
- マジンガーエンジェル - 新名昭彦の漫画作品。作中に登場しているアフロダイAの漫画版オリジナルO.P.M「オッパイロケットパンチ」のアイデアを読者に混じって応募して採用されている。
- 武者烈伝・零 - ホビージャパン誌上で、クロスボーン・ガンダムX-1をモチーフとする武者尖駆琥狼主のデザインが募集された際も投稿。誌面に掲載されるがその後決着はつかぬまま企画の音沙汰が無くなる。琥狼主は後年、武者烈伝・零のムックが刊行された際に先にデザインが発表されていた武者鋭駆主(クロスボーン・ガンダムX-2モチーフ)のバリエーション的姿として登場する。
- 四街道市ご当地ヒーロー「ヨツカイダー」 - 長谷川裕一が四街道市在住という縁でデザインしたヒーロー。プロレス団体「KAIENTAI-DOJO」2009年9月20日の興行にてデビューした。

## テレビ・ラジオ・イベント等への出演
- 飛べ!イサミ スペシャル（1996年（平成8年）1月2日放送） - 『飛べ!イサミ』本放送時に放送された正月特番。この中で作画中の風景が取材されている。
- 日本SF大会 - 1997年（平成9年）以降『すごい科学で守ります!』トークショーを毎年講演。
- TVチャンピオン 悪役怪獣・怪人王選手権（2000年（平成12年）2月10日放送） - 優勝。
- ジャングルTV 〜タモリの法則〜（2001年（平成13年）5月1日放送）
- 開運!なんでも鑑定団（2001年（平成13年）7月10日放送） - 「シロウト目利き選手権」にて怪獣ソフビの評価額当てに挑む。
- アニメエキスポ東京（2004年（平成16年）1月18日パネル講演）
- 仁美と有佳のどらごんデンタルクリニック（2005年（平成17年）4月6日放送）

など。

## 関連書籍
- 『オタクの遺伝子 長谷川裕一・SFまんがの世界』、太田出版 2005年（平成17年）3月3日第1刷発行、ISBN 4-87233-869-3 太田出版による紹介文 - 稲葉振一郎による長谷川裕一の漫画をテーマにしたSF評論本。長谷川裕一へのインタビューと筆者による分析によって長谷川漫画の持つSF性について考察している。

## 補足事項
- 名前の「裕一」を「ゆういち」と読ませるのは実はペンネームである。本名は同じく「裕一」と書いて「ひろかず」と読ませる[12]。
- 自画像は『マップス』連載終盤頃から同作に登場するニュウ・エイブが使われている[13]。『マップス』や『クロノアイズ』などに登場する侵略大帝も使用。
- 『轟世剣ダイ・ソード』のあとがきによれば、仕事中の雑談等で出たネタは「自分がやります」と宣言した者に優先権が生じる。
- 宇宙作家クラブの会員である。
- 21世紀のコミック作家の著作権を考える会に参加している。
- 「悪役怪獣・怪人王選手権」に出場した際、アシスタントに自らを総統と呼ばせていた。
- 『ベルセルク』の作者三浦建太郎は長谷川裕一作品のファンとしても知られており、アイデアの素晴らしさに中学時代から影響を受けていると同人誌のインタビューに答えたこともある。また『マップス ネクストシート』第9巻の帯コメントも担当している。
- 『機動新世紀ガンダムX』にカトキハジメとともに「設定協力」としてクレジットされているが、これは同作のタイトルが当時連載中だった『機動戦士クロスボーン・ガンダム』（機動戦士Xガンダム）とイメージ的にかぶるため、制作側が配慮したものである。したがって実際には同作には参加していない。[要出典]